# Thelocactus
Thelocactus es un género de la familia de los cactus. Son originales de las tierras áridas del centro y del norte de México y del otro lado de río Grande en Texas.

## Descripción
Thelocactus tiene forma de globo, corto y cilíndrico. Es un pequeño cacto que tiene 15 cm de altura, aunque hay dos especies que alcanzan los 25 cm. Son solitarios pero en algunas especies se agrupan en racimos.
Las costillas están claramente marcadas y a veces se tuercen en espiral. Pueden tener de 8 a 20 costillas, son bajos y normalmente marcados los tubérculos levantados, angulares o hexagonales. Estos tubérculos son a veces difíciles de distinguir. Las areolas se presentan en un surco directamente donde crecen las espinas dorsales y puede haber hasta 20 espinas radiales. Las espinas pueden ser de color blanco, gris, amarillo o rojo-marrón. Las flores, diurnas, crecen de las nuevas areolas formando embudos de hasta 7,5 cm de diámetro.  Los frutos son pequeños.

## Taxonomía
El género fue descrito por (K.Schum.) Britton & Rose y publicado en Bulletin of the Torrey Botanical Club 49(8): 251. 1922. La especie tipo es: Thelocactus hexaedrophorus. 
Etimología
Thelocactus: nombre genérico que deriva de las palabras griegas:
thele que significa "pezón" y el sufijo "cactus" - haciendo referencia a los tubérculos de la planta.

## Especies aceptadas
A continuación se brinda un listado de las especies del género Thelocactus aceptadas hasta mayo de 2015, ordenadas alfabéticamente. Para cada una se indica el nombre binomial seguido del autor, abreviado según las convenciones y usos.	
- Thelocactus bicolor (Galeotti) Britton & Rose
- Thelocactus conothelos (Regel & Klein) F.M. Knuth
- Thelocactus hastifer (Werderm. & Boed.) F.M. Knuth
- Thelocactus heterochromus (F.A.C.Weber) Oosten
- Thelocactus hexaedrophorus (Lem.) Britton & Rose
- Thelocactus lausseri Říha & Busek
- Thelocactus leucacanthus (Zucc. ex Pfeiff.) Britton & Rose
- Thelocactus macdowellii (Rebut ex Quehl) Glass
- Thelocactus panarottanus Halda
- Thelocactus rinconensis (Poselg.) Britton & Rose
- Thelocactus setispinus (Engelm.) E.F.Anderson
- Thelocactus tulensis (Poselg.) Britton & Rose